# Tokio
Tokio (japonsky 東京,  Tókjó [toːkʲoː]IPA), oficiálním názvem Metropolitní město Tokio (japonsky 東京都, Tókjó-to), je hlavní město a nejlidnatější japonská prefektura. Rozléhá se u Tokijského zálivu a tvoří region Kantó, ležící na centrálním tichomořském pobřeží hlavního japonského ostrova Honšú. Tokio je politické a ekonomické centrum státu, stejně jako je sídlem japonského císaře a národní vlády. K roku 2022 žilo v prefektuře 13 988 129 obyvatel. Velké Tokio je největší metropolitní oblastí na světě a k roku 2022 v ní žilo 40,7 milionu obyvatel.
Na místě dnešního Tokia stála rybářská vesnice Edo. Jakožto město se roku 1603 stala sídlem vlády nově vzniklého Tokugawského šogunátu. V polovině 18. století bylo Edo s jedním milionem obyvatel jedním z nejvíce obydlených měst na světě. Po reformách Meidži v roce 1868 se hlavním městem císařství stalo Kjóto a Edo bylo přejmenováno na Tokio, což v překladu znamená Východní hlavní město. Tokio bylo značně poničeno velkým zemětřesením v Kantó roku 1923 a následně také spojeneckým bombardováním během druhé světové války. Na začátku 50. let 20. století prošlo město rychlou rekonstrukcí a rozšířením a stálo v čele poválečného hospodářského oživení. Od roku 1943 spravuje metropolitní vláda Tokia 23 speciálních městských čtvrtí (dříve Tokio), několik měst a vesnic a dvoje souostroví.
Tokio má podle hrubého domácího produktu největší městskou ekonomiku na světě a instituce Globalization and World Cities Research Network jej označuje jako globální město Alpha+. Je součástí průmyslového regionu, který dále tvoří města Jokohama, Kawasaki a Čiba, a je japonským centrem obchodu a financí. V roce 2019 bylo sídlem 36 společností, které se umístily v žebříčku Fortune Global 500. V roce 2020 se Tokio umístilo na čtvrtém místě za New Yorkem, Londýnem a Šanghají v žebříčku finančních center Global Financial Centres Index. V Tokiu stojí nejvyšší věž světa, Tokyo Skytree, a nachází se zde i největší podzemní protipovodňový systém na světě zvaný G-Cans. Linka Ginza tokijského metra je nejstarší podzemní linkou metra ve východní Asii (1927).
V Tokiu se konalo několik mezinárodních událostí, například Letní olympijské hry 1964, odložené Letní olympijské hry 2020 a tři summity skupiny G7 (v letech 1979, 1986 a 1993). Město je také mezinárodním centrem výzkumu a vývoje a je reprezentováno několika významnými univerzitami, zejména Tokijskou univerzitou. Železniční stanice Tokio je ústředním uzlem vysokorychlostní sítě železnic Šinkansen, městu navíc slouží rozsáhlá síť železnic a metra. Známými čtvrtěmi Tokia jsou Čijoda, kde se nachází císařský palác, Šindžuku, administrativní centrum, a Šibuja, komerční, kulturní a obchodní čtvrt.

## Etymologie
Tokio bylo původně známé jako Edo (japonsky 江戸), slovo spojené z kandži 江 (e, v překladu „zátoka, přítok“) a 戸 (to, v překladu „vchod, brána, dveře“). Název, který je možné přeložit jako „estuár“, odkazuje na umístění vesnice u ústí řeky Sumida do Tokijského zálivu. Po reformách Meidži v roce 1868 se město stalo hlavním sídlem císařství a jeho název byl změněn na Tokio (japonsky 東京, Tókjó, kdy 東 tó znamená „východ“ a 京 kjó znamená „hlavní“), a to v souladu s východoasijskou tradicí, kdy je slovo hlavní (京) vkládáno do názvů hlavních měst (například Kjóto (京都), Peking (北京), Nanking (南京) a Si-ťing (西京). Během raného období Meidži bylo město někdy nazýváno jako „Tókei“, což je alternativní výslovnost stejných znaků představujících „Tokio“.

## Historie města
Tokio se do roku 1868 jmenovalo Edo a jeho vývoj při kterém se z malé rybářské vesničky stalo během zhruba tisíce let současné velkoměsto se v něm událo mnoho událostí a katastrof.
Zde jsou některé historické milníky historie Tokia:

#### Období před založením šógunátu Tokugawa (do roku 1603)
- 628 – Poté co dva bratři rybáři vylovili z řeky zlatou sošku bohyně milosrdenství Kannon, je založen buddhistický chrám Sensó-dži v Asakuse
- 1180 – Pro místo kde se dnes nachází Tokio se poprvé použil název Edo
- 1457 – Samuraj, buddhistický mnich a básník Óta Dókan staví a opevňuje hrad Edo
- 1590 – Na místě hradu Óty Dókana zahajuje Iejasu Tokugawa stavbu nové pevnosti

#### Období hlavního města Edo (1603–1868)
- 1603 – Oficiálně započíná období šógunátu Tokugawa a Edo se stává sídlem jeho vlády, tedy de facto hlavním městem, avšak císařovo sídlo a formální hlavní město zůstalo v Kjótu
- 1657 – Velký požár (asi 100 000 obětí)
- 1707 – Po sopečné erupci hory Fudži je Edo zasypáno sopečným prachem
- 1742 – Série bouří a povodní (4000 obětí)
- 1780 – Odhadovaný počet obyvatel města dosahuje 1,3 milionu
- 1853 – Lodě komodora Matthewa Perryho připlouvají do Tokijského zálivu - konec izolace Japonska od okolního světa
- 1855 – Velké zemětřesení (7000 obětí)Hrad Edo v první polovině 17. stoletíVlak na první železniční trati v Japonsku u nádraží Šimbaši v Tokiu (1875)

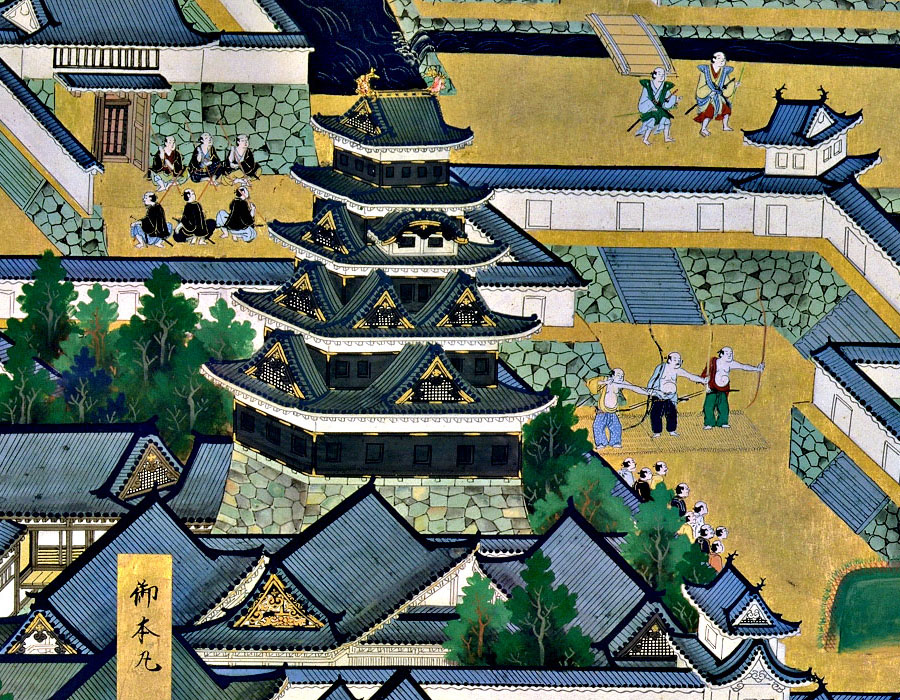
Hrad Edo v první polovině 17. století

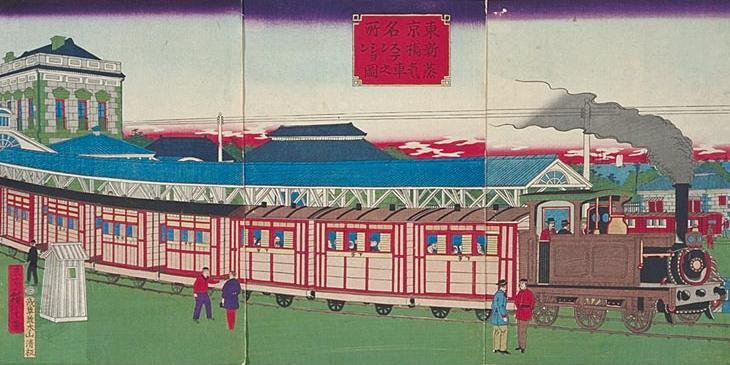
Vlak na první železniční trati v Japonsku u nádraží Šimbaši v Tokiu (1875)

#### Období Meidži (1868–1912)
- 1868 – Edo je oficiálně přejmenováno na Tokio
- 1869 – Císařský dvůr císaře Meidžiho se přesouvá do Tokia
- 1872 – Byla uvedena do provozu první železniční trať v Japonsku vedoucí z Jokohamy do tokijské čtvrti Šimbaši
- 1890 – První zasedání Císařské rady

#### Období Taišó a Šówa (1912–1989)
- 1920 – Stavba šintoistické svatyně Meidži-džingú
- 1923 – Velké zemětřesení v Kantó, při kterém zahynulo přes 142 000 obyvatel
- 1927 – Otevření první linky metra ve východní Asii (dnešní úsek linky Ginza z čtvrti Ueno do čtvrti Asakusa)
- 1932 – Tokio je rozšířeno na současných 23 městských obvodů

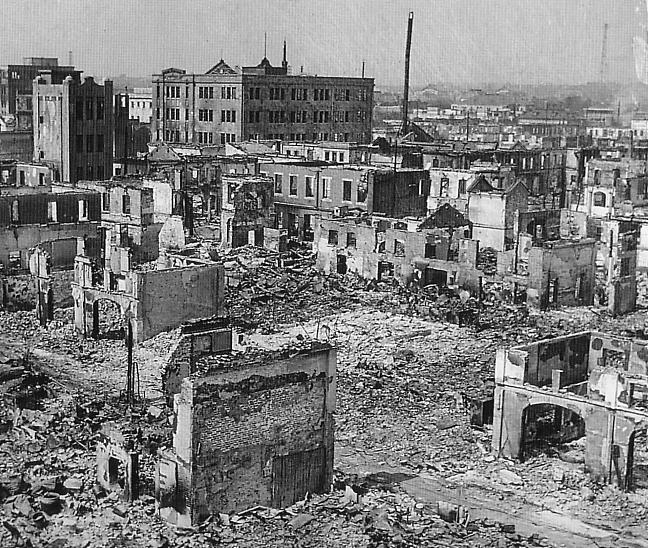
Tokijská čtvrť Júrakučó po velkém zemětřesení v Kantó (1923)

- 1945 – Bombardování 9. a 10. března 1945 letectvem Spojených států pomocí 333 B-29 a 1 665 tun napalmu, zahynulo přes 100 000 obyvatel. Byl to nejsmrtelnější letecký útok v historii. Zcela zničena byla oblast o rozloze přes 40 km², tj. zhruba čtvrtina území města.

- 1945–53 – Období americké okupace. Generál MacArthur zřídil v Tokiu své velitelství.
- 1955 – Je založena Liberárně-demokratická strana – vítězí ve volbách a je v Japonsku vládnoucí stranou od té doby téměř nepřetržitě
- 1964 – V Tokiu se poprvé konají olympijské hry

#### Období Heisei (1989–2019)
- 1989 – Po smrti císaře Hirohita se stává japonským císařem Akihito - počátek éry Heisei
- 1990 – Splasknutí japonské ekonomické bubliny - prudký pokles cen pozemků v Tokiu
- 1995 – 20. března zaútočila na tokijské metro teroristická sekta Óm šinrikjó. (12 mrtvých a tisíce zraněných) Vůdce sekty Asahara Šókó byl odsouzen k smrti.
- 2002 – V Tokiu se hraje MS ve fotbale, jež poprvé v historii uspořádaly dva státy (Japonsko a Jižní Korea)
- 2011 – Zemětřesení a vlna tsunami v Tóhoku a havárie jaderné elektrárny ve Fukušimě
- 2012 – Veřejnosti je otevřena druhá nejvyšší budova světa Tokyo Skytree

#### Období Reiwa (od roku 2019)
- 2019 – 1. května se po abdikaci japonského císaře Akihita stává císařem jeho syn Naruhito - začíná období Reiwa
- 2021 – 23. července byly slavnostně zahájeny letní olympijské hry v Tokiu 2020 – jejich zahájení bylo přesunuto z 24. července 2020 kvůli pandemii koronaviru

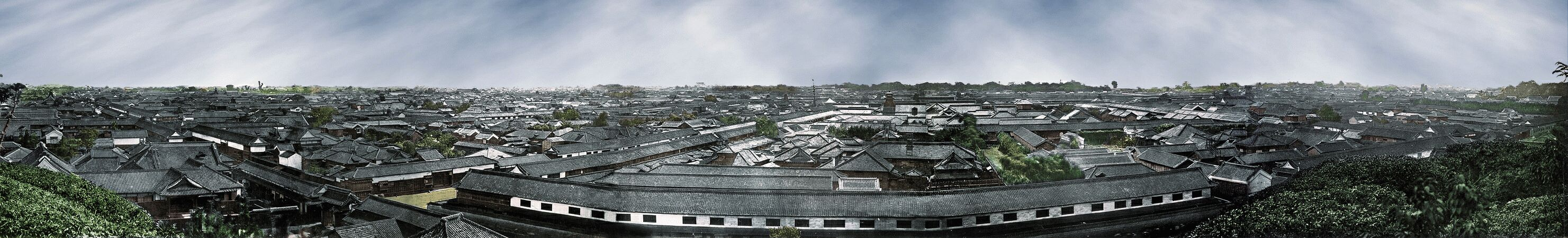
Panoráma Tokia roku 1867

## Obyvatelstvo

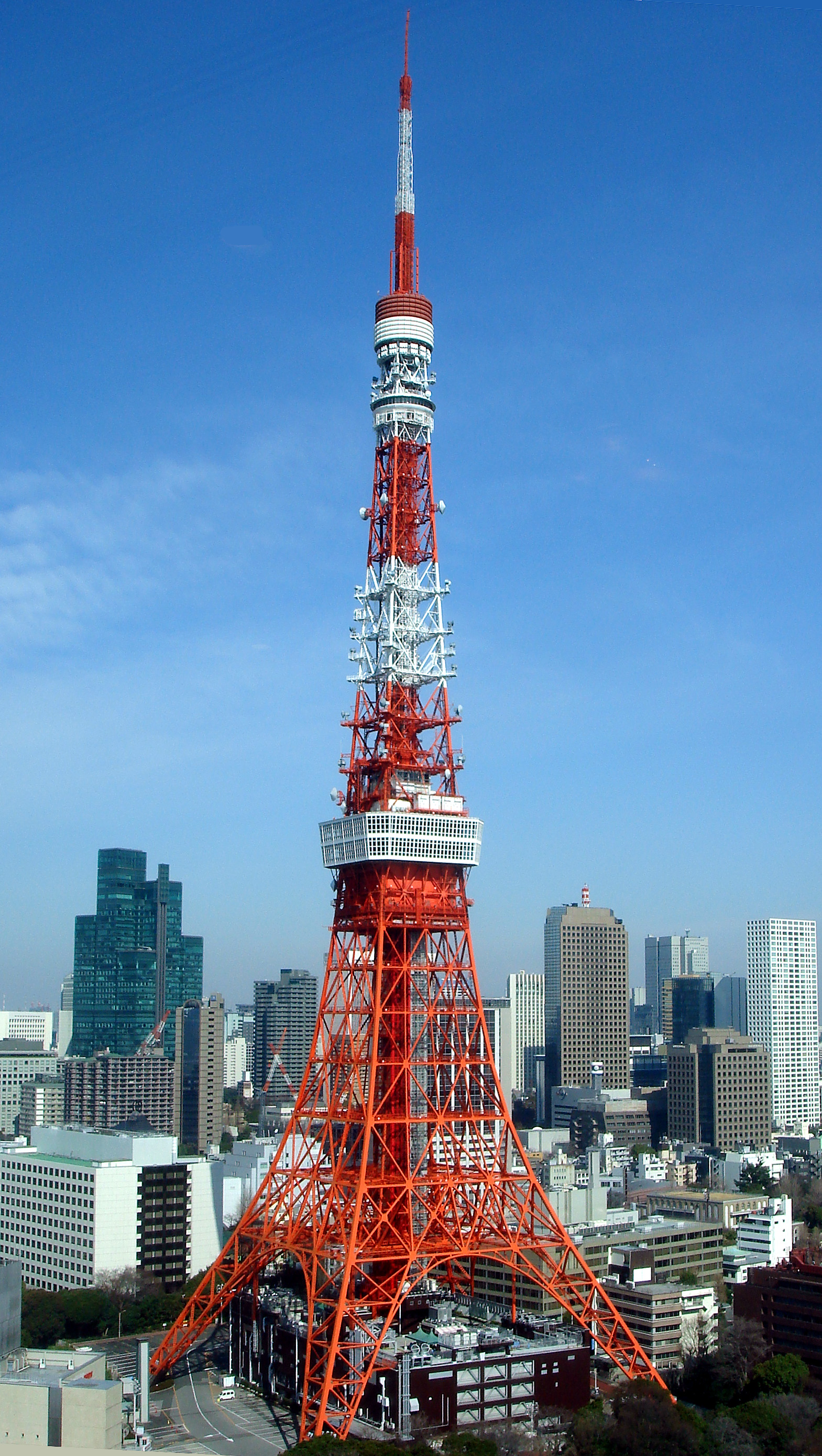
Věž Tokyo Tower

Město má bez aglomerace kolem 12 527 115 obyvatel, ale s aglomerací jde o největší město na světě (38 milionů obyvatel). K tokijské aglomeraci patří Kawasaki, Jokohama a mnoho dalších okolních měst.
Podle prognóz se počet obyvatel Tokia nadále zvyšuje a zvyšovat bude.

## Kultura

### Pamětihodnosti
Významnými památkami jsou císařský palác Kókjo či chrám Sensódži s bránou Kaminarimon. Hojně navštěvované jsou i 2 věže: Tokyo Skytree z roku 2012 (nejvyšší věž na světě a druhá nejvyšší stavba na světě) a Tokyo Tower z roku 1957. K muzeím patří například Tokijské muzeum současného umění a Národní muzeum západního umění, Tokijské národní muzeum, Tokijské národní vědecké muzeum nebo Edo-Tokyo muzeum. Známý je také most Rainbow Bridge a moderní čtvrti Šindžuku, Šibuja, Ikebukuro, Akihabara a Roppongi. Nejnavštěvovanější buddhistický chrám Tokia je Sensó-dži ve čtvrti Asakusa a nejnavštěvovanější šintoistické svatyně jsou svatyně Meidži a Jasukuni. Příkladem starých tradičních čtvrtí Tokia je čtvrt Janaka. Nachází se tu několik botanických zahrad jako je například Tropický skleník Jumenošima nebo Botanická zahrada Koišikawa. Najdeme tu tři zoologické zahrady, a to zahrady Ueno Zoo ve čtvrti Ueno, která je nejstarší zoologickou zahradou v Japonsku, Tama Zoo a Inokašira Zoo. Je tu plno japonských zahrad, z nichž bychom mohli jmenovat například Hama-rikjú, Kjú-Šiba-rikjú, Kórakuen, Rikugien, Kjú-Furukawa, Kijosumi, Tonogajato nebo Národní zahrady Šindžuku. Za návštěvu stojí i budova Tokijského nádraží a nádraží Šimbaši, které je nejstarším nádražím v Japonsku. Ve městě se nachází dva velké rybí trhy Adači a Tojosu. Nejluxusnější čtvrť Tokia je Ginza, která leží v západní části čtvrti Čúó-ku. ve které najdeme i divadlo Kabuki-za pro tradiční divadlo Kabuki. Ze zábavních parků se tu pak nachází Tokyo Disneyland, Tokyo Dome city nebo Sanrio Puroland, což je svět Hello Kitty.

### Slavnosti

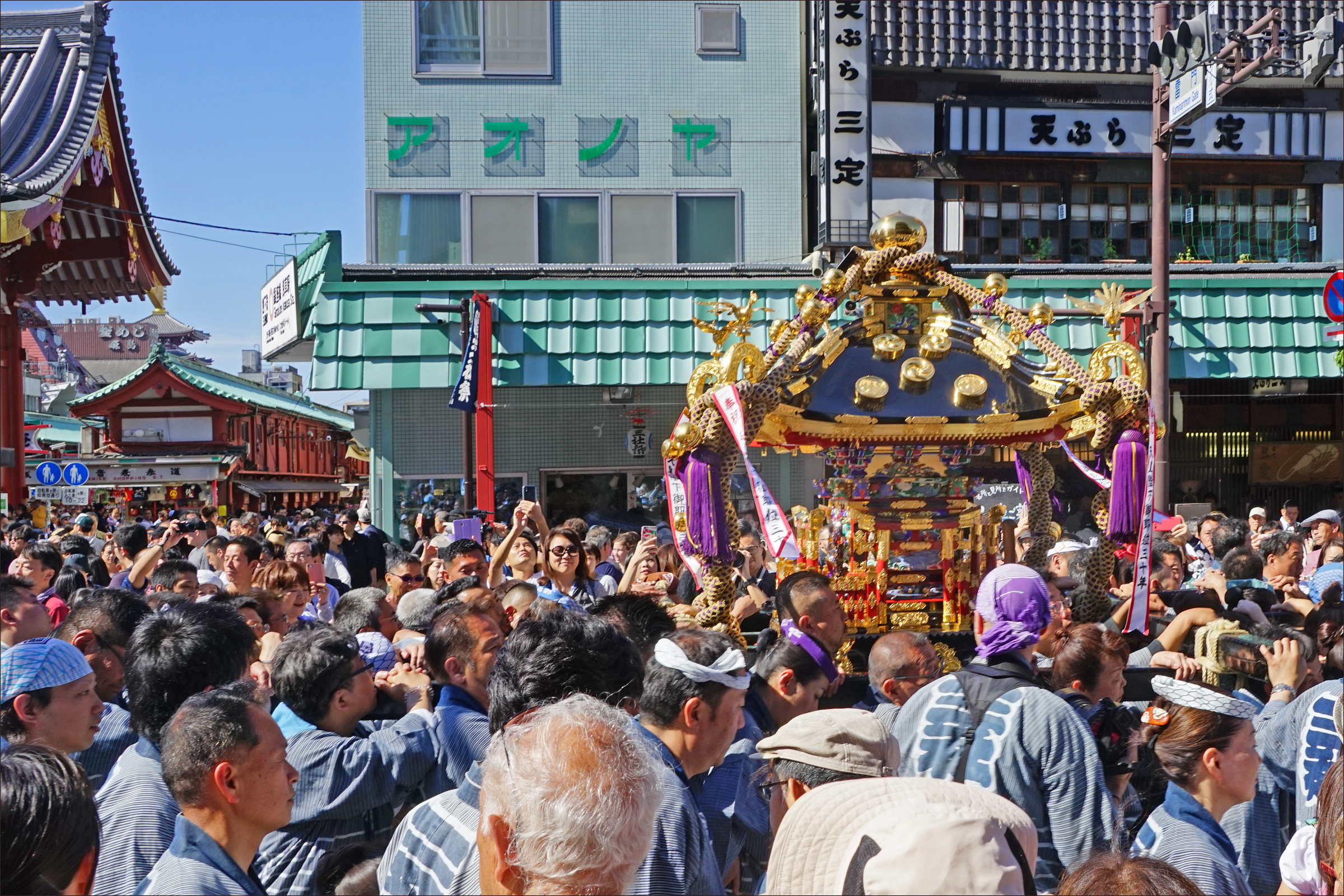
Slavnost Sandža Macuri

Ke kulturním slavnostem v Tokiu patří například slavnost Sandža Macuri v tokijské čtvrti Asakusa, kde při této slavnosti lidé nosí po čtvrti přenosné šintoistické svatyně mikoši. Slavnost trvá tři dny a během nich se na tuto slavnost přijedou každoročně podívat až 2 miliony turistů. Mikoši se také nosí na slavnosti Kanda Macuri, na které se jich každoročně nosívá přes 200. Lidé na těchto slavnostech tančí tradiční tance a zpívají tradiční písně. Další slavností je také třeba slavnost Sannó ve svatyni Hie. Poslední sobotu v červenci se v Tokiu nad řekou Sumidou konají každoročně ohňostroje, na které se přijde podívat přes milion diváků. Velkou slavností je v Tokiu rovněž období květu třešní neboli hanami, kdy spousty lidí vyrážejí do parků a zahrad Tokia, aby tam obdivovali kvetoucí třešně a dělali si pod nimi pikniky. Touto slavností jsou známé kupříkladu parky Ueno, Inokašira nebo Národní zahrady Šindžuku.

## Znečištění
Extrémní množství aut v Tokiu působí značné problémy. Toto město bývalo jedno z nejznečištěnějších na světě, ve městě jsou rozmístěny tabule s údaji o znečištění. Město bylo známo svým celoročním smogovým příkrovem, avšak v posledních letech se situace podstatně mění k lepšímu, za jasných dnů lze dokonce z některých míst spatřit horu Fudži. V Tokiu se ale nedá koupat, ještě kilometry od Tokia je znečištění pláží patrné.

## Správa

### Členění
Sídlo prefekturální vlády je v Šindžuku. Administrativně je prefektura rozdělena na 62 obecních jednotek: 23 speciálních čtvrtí (区, ku), 26 velkých měst (市, ši), 5 malých měst (町, mači/čó) a 8 vesnic (村, son). Součástí prefektury Tokio je také 1 okres (郡, gun) a 4 ostrovní administrativní jednotky (支庁, šičó) a patří k ní i ostrovy Izu a ostrovy Ogasawara.
Speciální městské čtvrti
| - Adači (足立) - Arakawa (荒川) - Bunkjó (文京) - Čijoda (千代田) - Čúó (中央) - Edogawa (江戸川) - Itabaši (板橋) - Kacušika (葛飾) | - Kita (北) - Kótó (江東) - Meguro (目黒) - Minato (港) - Nakano (中野) - Nerima (練馬) - Óta (大田) - Setagaja (世田谷) | - Suginami (杉並) - Sumida (墨田) - Šibuja (渋谷) - Šinagawa (品川) - Šindžuku (新宿) - Taitó (豊島) - Tošima (台東) |

Města
| - Akiruno (あきる野) - Akišima (昭島) - Čófu (調布) - Fučú (府中) - Fussa (福生) - Hačiódži (八王子) - Hamura (羽村) - Higašijamato (東大和) - Higašikurume (東久留米) - Higašimurajama (東村山) - Hino (日野) - Inagi (稲城) - Kijose (清瀬) | - Kodaira (小平) - Koganei (小金井) - Kokubundži (国分寺) - Komae (狛江) - Kunitači (国立) - Mačida (町田) - Mitaka (三鷹) - Musašimurajama (武蔵村山) - Musašino (武蔵野) - Nišitókjó (西東京) - Óme (青梅) - Tačikawa (立川) - Tama (多摩) |

## Panoráma
Architektura Tokia je do značné míry ovlivněna historií samotného města. Například ve 20. století skončila metropole dvakrát v troskách: poprvé v roce 1923 kvůli velkému zemětřesení v Kantó a poté v důsledku bombardování města během druhé světové války. Z toho důvodu tvoří krajinu Tokia především moderní a současná architektura a starší budovy jsou spíše vzácné. Ve městě se nachází světově proslulé stavby moderní architektury, jako jsou Tokyo International Forum, Asahi Beer Hall, Mode Gakuen Cocoon Tower, NTT Docomo Yoyogi Building a Rainbow Bridge. Dominantami Tokia jsou také věže Tokyo Tower a Tokyo Skytree. Druhá jmenovaná je nejvyšší věží v Japonsku i na světě a je zároveň třetí nejvyšší stavbou světa po mrakodrapu Merdeka 118.

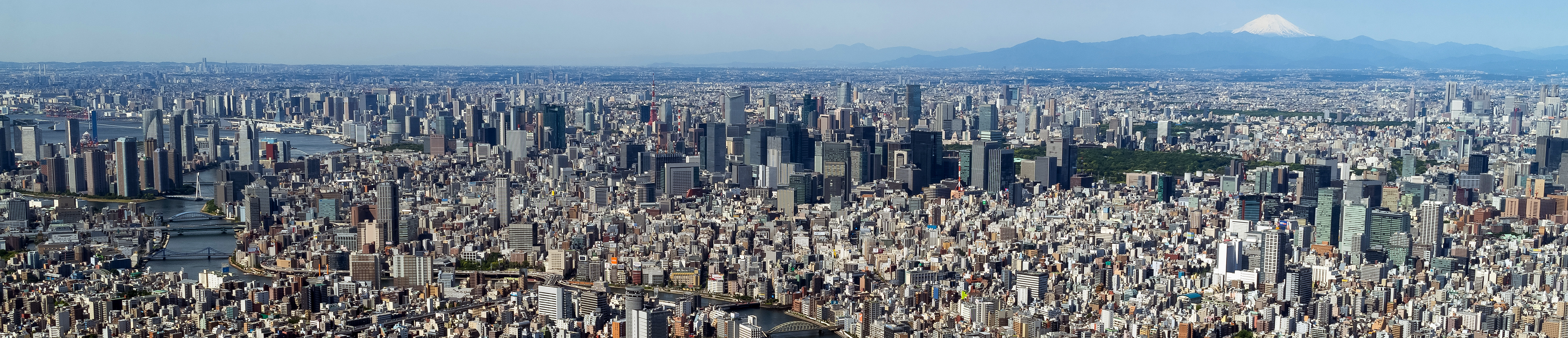
Panoramatický pohled na Tokio z věže Tokyo Skytree

## Doprava
Tokio je hlavním japonským dopravním uzlem pro vnitrostátní i mezinárodní leteckou, silniční a železniční dopravu. Páteř dopravního systému v metropoli tvoří velmi rozsáhlá síť železnic a metra, která je vhodně doplňována autobusy, a jednokolejkami. Rozsáhlá síť vlaků(povrchového metra) byla vybudována v rámci modernizací před Olympiádou v Tokiu jako náhrada tramvají. Tramvajová linka byla ponechána pouze jedna v úseku několika kilometrů jako zajímavost.

### Letecká doprava

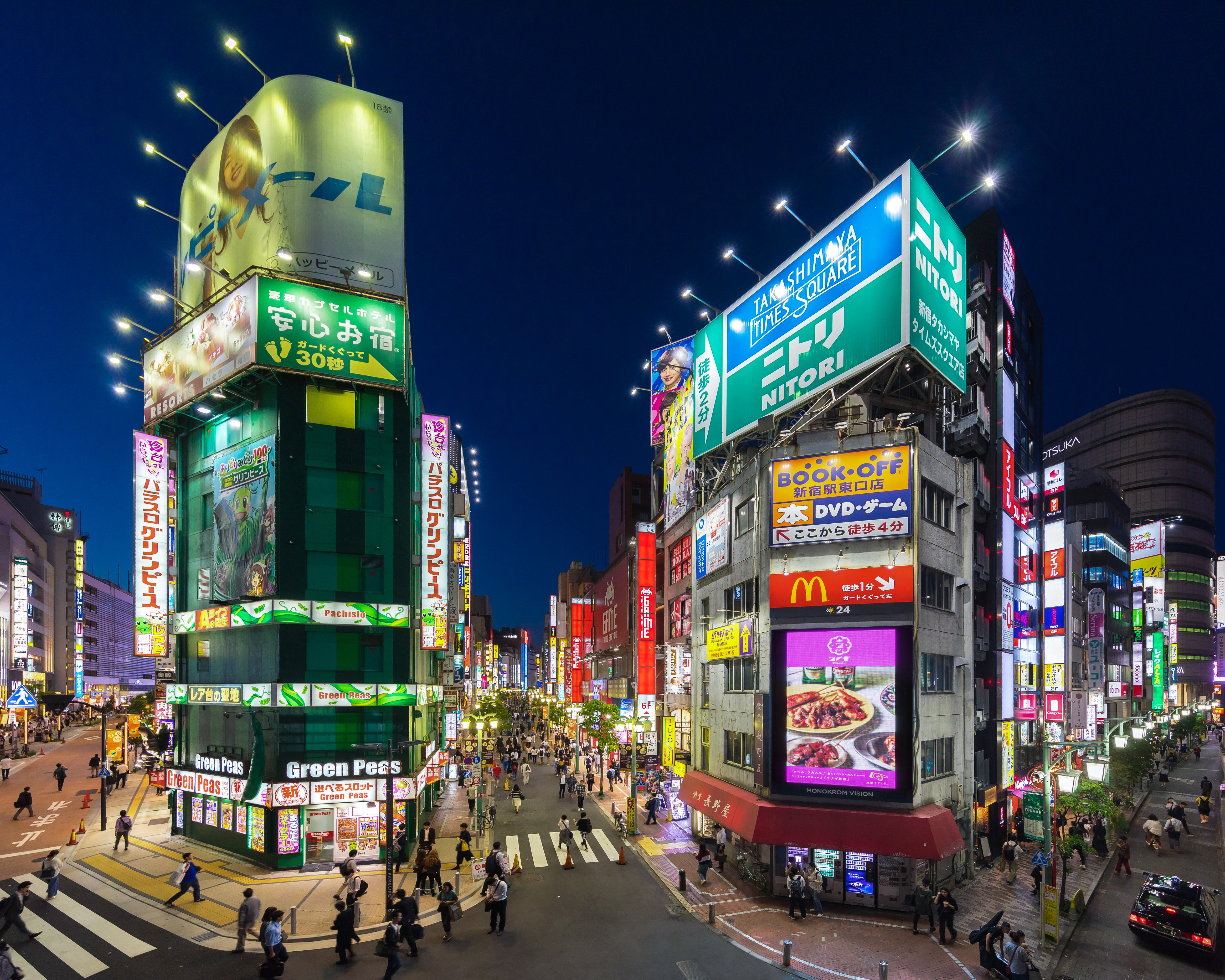
Čtvrť Šindžuku

V regionu Kantó se nachází dvě mezinárodní letiště. Přímo v Tokiu je letiště Haneda (羽田空港 Haneda kúkó, 羽田国際空港 Haneda kokusai kúkó, 東京国際空港 Tókjó kokusai kúkó), které se specializuje hlavně na vnitrostátní lety a na chartery, ale využívají ho také čínské aerolinie. Pro mezinárodní dopravu slouží letiště Narita (成田国際空港 – Narita kokusai kúkó), které se nachází asi 50 km na východ od centra Tokia v prefektuře Čiba.

### Lodní doprava
V těsné blízkosti Tokia jsou také významné přístavy (např. v Jokohamě), odkud plují lodě do USA přes Tichý oceán a také do dalších zahraničních i japonských přístavů.

### Metro

Chrám Sensó-dži

Tokijské metro je provozováno dvěma nezávislými institucemi: Odborem dopravy tokijské metropolitní vlády a společností Tokyo Metro. Je tvořeno dvanácti linkami, z nichž řada navazuje na povrchové tratě mnoha různých dopravců. Tato návaznost dala vzniknout tzv. „through-service“, kdy příměstské povrchové vlaky v určené stanici sjedou pod zem a dál pokračují jako vlak metra. Tokio má nejstarší linku metra ve východní Asii, což je linka Ginza otevřená roku 1927.

### Silniční doprava
V Japonsku se jezdí vlevo, vlaky a metro také.

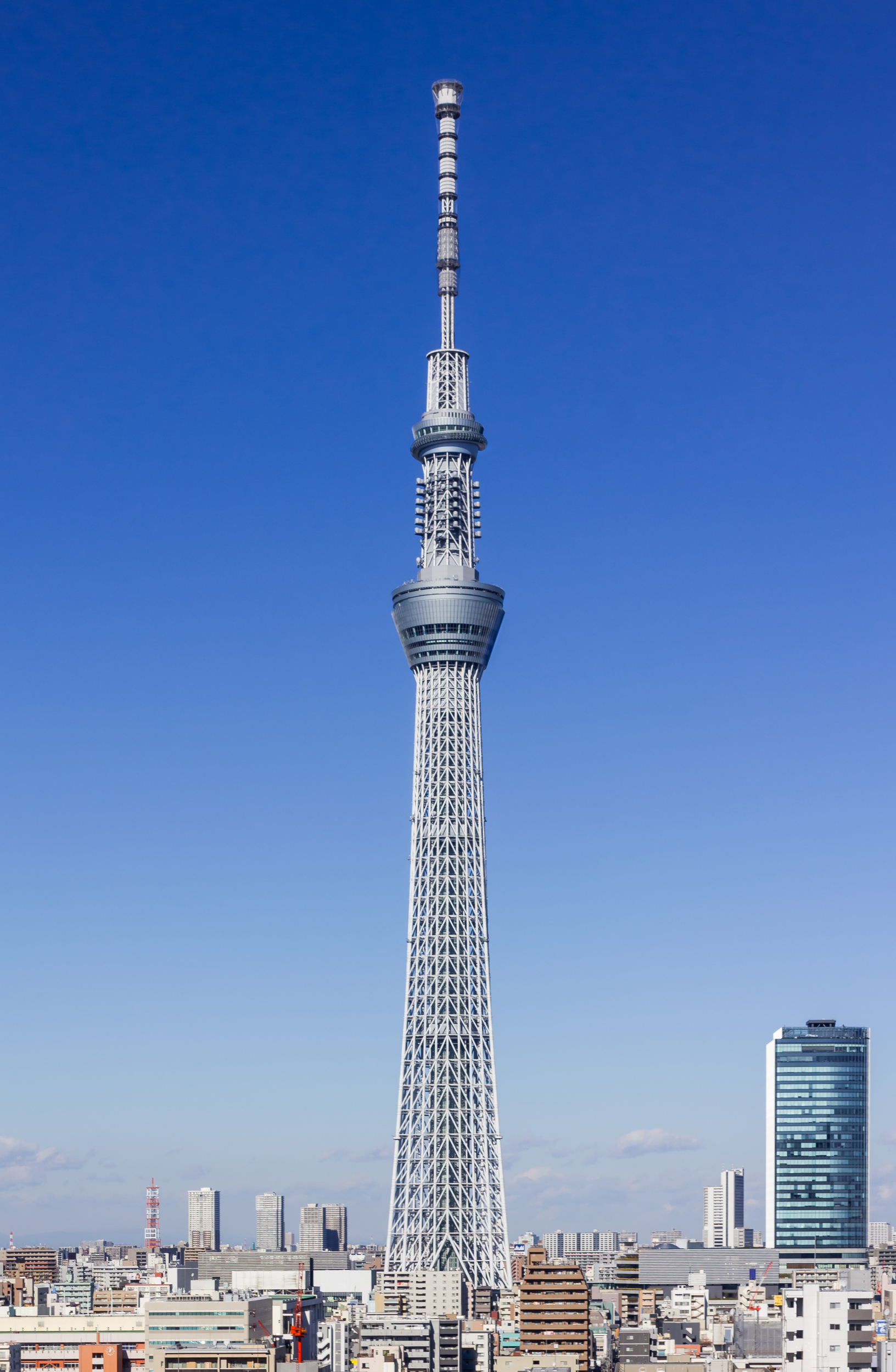
Věž Tokyo Skytree

#### Hromadná doprava
Autobusovou dopravu zajišťuje odbor dopravy tokijské metropolitní vlády a soukromí dopravci. Existuje množství městských, regionálních i dálkových spojů, jejichž výchozím bodem jsou zpravidla velké železniční terminály, jako je nádraží Šindžuku nebo tokijské centrální nádraží.

#### Individuální
Dopravu v Tokiu zajišťují z velké části také auta, která jezdí rovnými a kilometry dlouhými ulicemi. Aut je ale v Tokiu neúnosně mnoho, často více, než je kapacita silnic. Zácpy jsou na denním pořádku. Městská vláda se snaží situaci regulovat například tím, že nepovolí registraci nového automobilu, pokud majitel neprokáže, že má kde zaparkovat. Pod Tokijským zálivem se staví tunel, který má dopravu mírně zlepšit.
Samozřejmě zde existuje také taxislužba, která je proti hromadné dopravě podstatně dražší a má stejné neduhy jako ostatní auta a autobusy – zpravidla neunikne zácpám. Specialitou místních taxíků je automatické otvírání a zavírání dveří, které provádí řidič ze svého místa.

### Železnice

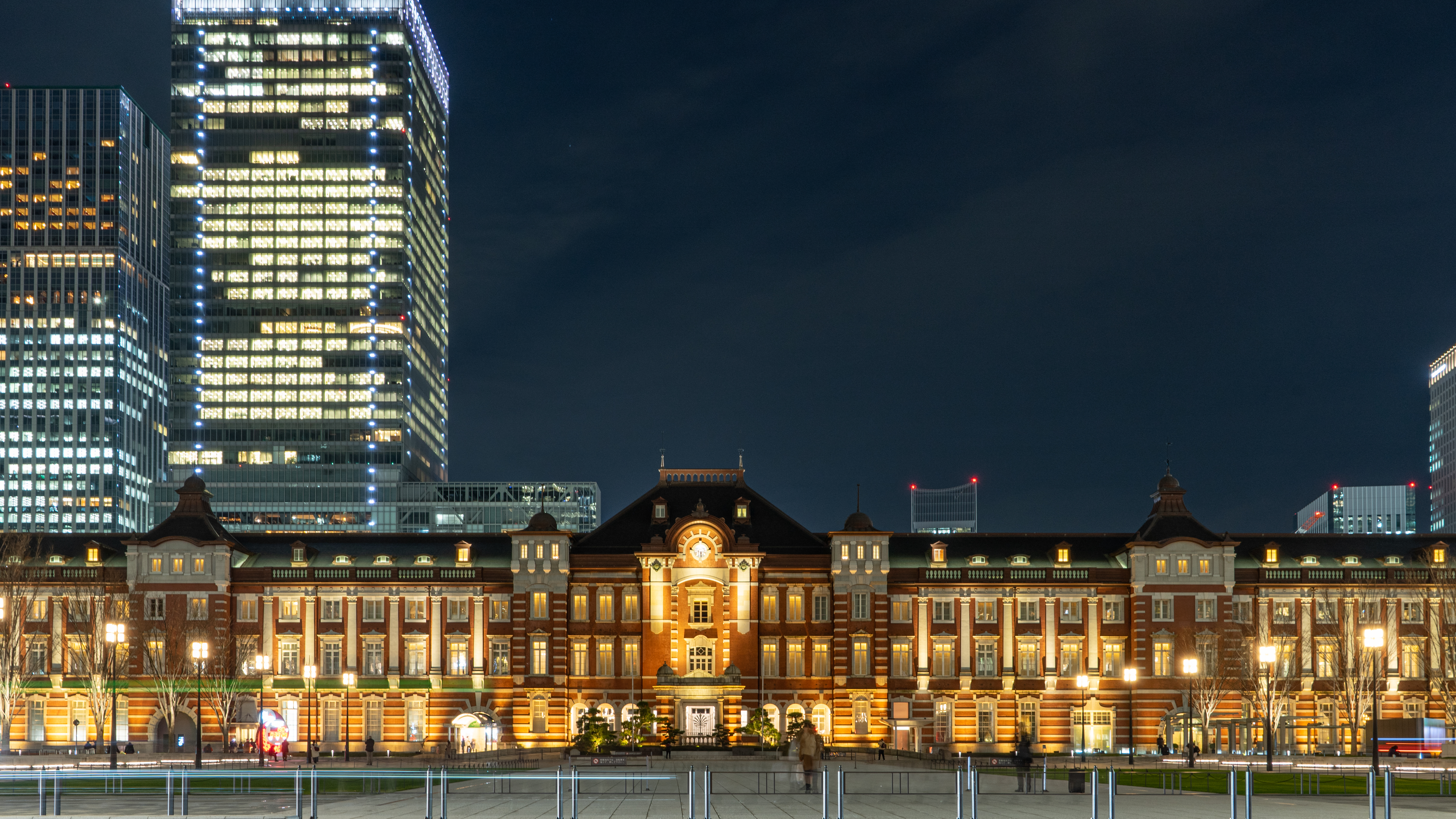
Budova Tokijského nádraží

Tokijská oblast je protkána jednou z nejhustších a také nejsložitějších železničních sítí na světě. Tokijské centrální nádraží je přirozeným výchozím bodem pro hlavní japonské dálkové tratě a je také centrem sítě šinkansenů. Výjimečnou vlastností tohoto železničního systému je jeho silná integrace s podzemní dráhou. Některé příměstské vlakové soupravy na vybraných nádražích sjíždějí pod povrch a pokračují jako vlaky metra.
Městská a příměstská železniční doprava v japonské metropoli má převážně charakter povrchového metra. Používají se zde výhradně elektrické článkové jednotky, a to ve velké rozmanitosti typů a stáří.
Hlavní tratě, včetně nejvýznamnější linky Jamanote, spravuje společnost JR East, která je největší železniční správou na světě. Většina drah je ale provozována menšími železničními společnostmi, které se snaží JR East konkurovat, ať už kratší jízdní dobou, nižšími nebo žádnými příplatky či pouhou nižší cenou jízdenky. Největší z menších je elektrická železnice Keió.

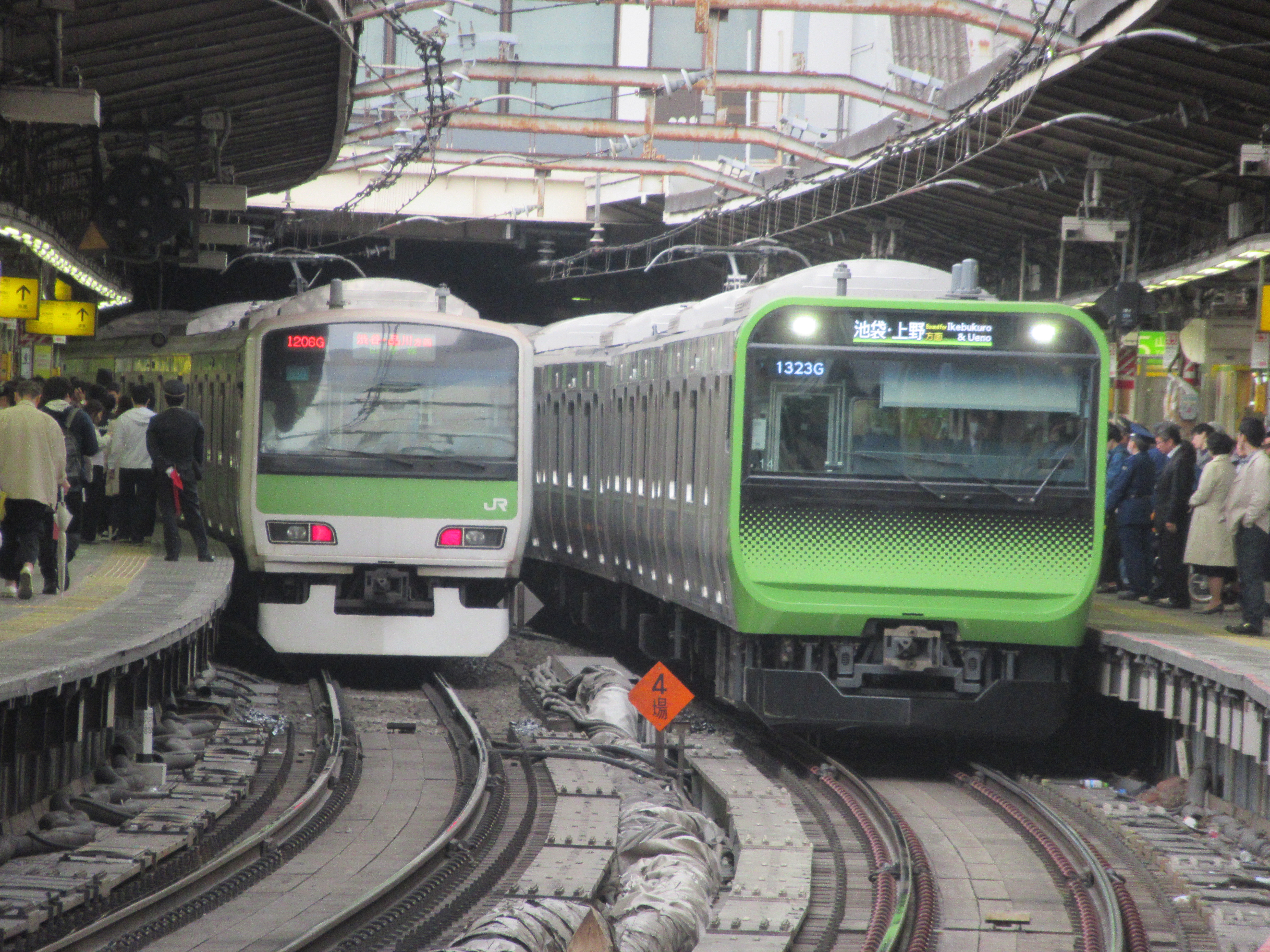
Vlaky linky Jamanote

Menší společnosti při stavbě svých železnic na počátku 20. století v mnoha případech volily jiný rozchod kolejí než tehdejší státní japonské železnice. Proto se můžeme setkat s několika rozchody kolejí: 1067 mm, 1372 mm a 1435 mm, což s sebou samozřejmě přináší nutnost, mít na nádražích pro každý rozchod kolejí separátní infrastrukturu.
Problémem tokijských železnic je jejich častá přeplněnost, zejména na nejdůležitějších linkách ve špičce. V některých stanicích dokonce existují placení „nacpávač“. Přeplněné soupravy pak potřebují delší čas pro výstup a nástup cestujících a vzniká tak zpoždění.

## Partnerská města
- Berlín, Německo
- Jakarta, Indonésie
- Káhira, Egypt
- Moskva, Rusko
- New York, Spojené státy americké
- Paříž, Francie
- Peking, Čína
- Řím, Itálie
- São Paulo, Brazílie
- Soul, Jižní Korea